# گری چاپمن (شناگر)
گری چاپمن (به انگلیسی: Gary Chapman) (زادهٔ ۱۲ مارس ۱۹۳۸ - درگذشته ۲۳ سپتامبر ۱۹۷۸) شناگر اهل استرالیا بود.
قایقی که وی و دوستش در آن بودند واژگون شد و پیکرشان نیز هرگز پیدا نشد